# Ace Combat 6: Fires of Liberation
Ace Combat 6: Fires of Liberation (Ēsu Konbatto Shikkusu Kaihō e no Senka (エースコンバット６解放への戦火)) is een vecht-vluchtsimulatiespel uit 2007 ontwikkeld door Project Aces en verdeeld door Namco Bandai Games. Het spel - dat tot de Ace Combat-franchise behoort - kwam initieel uit voor Xbox 360.
In januari 2019 kwam het spel uit voor Xbox One, maar enkel voor personen die het spel Ace Combat 7: Skies Unknown in voorverkoop bestelden. Omwille van achterwaartse compatibiliteit kan het spel ook op Xbox Series worden gespeeld.

## Verhaal
Het spel speelt zich af in het fictieve Strangereal-universum op een aardeachtige planeet waar al jaren een oorlog woedt tussen de continenten Emmeria en Estovakia. Nog voordat de oorlog begon sloeg een asteroïde in op Estovakia waardoor het economisch en politiek instabiel werd. Er ontstond een burgeroorlog en de macht over Estovakia kwam in handen van een militaire dictatuur geleid door "The Generals". Nu - in hun jaar 2015 - wil deze dictatuur Emmeria binnenvallen. De speler bestuurt het personage Talisman: een vechtpiloot van het leger van Emmeria.
Gracemeria - hoofdstad van Emmeria - wordt aangevallen door Estovaakse vliegtuigen. Daarbij wordt een brug opgeblazen waarop een schoolbus rijdt. In de schoolbus zit de dochter van Melissa. Het "Garuda Team" - bestaande uit de Emmeriaanse piloten Talisman en Shamrock - trachten een van de aanvallende vliegtuigen uit te schakelen, maar hun missie mislukt omwille van vijandige kruisvluchtwapens afgevuurd door het "Strigon Team" geleid door Voychek.
Vele burgers vluchten waaronder Melissa die vernam dat haar echtgenoot omkwam in de strijd. Melissa ontdekt dat haar dochter toch niet op de bus zat en in nog in Gracemeria is waarop ze een zoektocht start. Voychek mishandelt krijsgevangenen om informatie te verkrijgen, maar wordt neergeschoten door het Garuda Team.
Tijdens de daaropvolgende drie maanden woedt de oorlog voort. Tijdens die periode ontstaat er een vriendschap tussen Melissa en Ludmilla. Ludmilla is op zoek naar Toscha. Zij worden geholpen door Serval die een bankroof in Gracemeria beraamt.
De militaire top van Emmeria beslist onverwacht tot een wapenstilstand, maar het Garuda Team negeert dit en schiet nog diverse vijandige vliegtuigen neer. Daarop wordt het team geschorst. Die schorsing wordt ingetrokken nadat het team chemische wapens van de vijand opspoorde en vernielde. Gracemeria komt terug in handen van Emmeria en het Garuda Team doodt Ilya Pasternak – opvolger van Voychek - nadat diens onderdanen zich overgaven. Matilda vindt haar dochter terug tezamen met tal van andere kinderen die door de vijand werden gevangengenomen.
Shamrock verneemt dat zijn familie is omgekomen en beslist om op pensioen te gaan, maar de stad wordt terug aangevallen door kruisvluchtwapens. Het leger van Emmeria start een missie om de vijandige basis waarvan die wapens worden afgeschoten te vernietigen waarvoor ze het Garuda Team insschakelen. Eenmaal ter plaatse wordt duidelijk dat de basis enkel kan vernietigd worden door deze op een zwak punt te raken; Daardoor beslist Shamrock om met zijn vliegtuig een kamikaze te plegen. Deze poging lukt waardoor Talisman de rest van de basis kan vernietigen.
In Estovakia worden "The Generals" verdreven door een staatsgreep. Het nieuwe parlement start met Emmeria vredesgesprekken. Ludmilla trouwt met Toscha. Shamrock blijkt de crash te hebben overleefd.

## Trivia
- Speciaal voor dit spel bracht het bedrijf Hori de Ace Edge uit. Dit is een joystick/gasklep-controller.[5]
- Het spel is opgenomen in het boek 1001 Video Games You Must Play Before You Die van Tony Mott